# سکوآ (روستا)
سکوآ (روستا) (به لاتین: Sękowa) یک روستا در جنوب لهستان است. این روستا جزء میراث جهانی یونسکو در لهستان است.

## خصوصیات
سکوآ  ۴٬۸۸۹ نفر جمعیت دارد.